# إليسا يندستروم
إليسا يندستروم (بالسويدية: Elisa Lindström)‏ هي مغنية سويدية، ولدت في 24 أبريل 1991.

## وصلات خارجية
- الموقع الرسمي